# Cameron Fox
Cameron Fox, občanským jménem Shane Eugene Davis (28. listopadu 1977 Dallas, Texas – 12. června 2014 Tulsa) byl americký pornoherec. Účinkoval také pod jménem Cameron Morgan.
Svou kariéru v gay pornografii zahájil ve svých 22 letech v roce 1999 a točil převážně pro Falcon Studios. Mezi první filmy patřily Sting: A Taste of Leather, Serviced a In Deep, Miles to Go. Výrazněji se poprvé prosadil ve snímku značky Jocks Studios Hard to Hold. Ve filmech vystupoval jako verzatilní, i když převažovaly scény v aktivní pozici.
V roce 2001 získal dvě ocenění za skupinovou scénu v první části dvoudílného snímku Out of Athens. Na cenu GayVN byl nominován už o rok dříve ve třech kategoriích, včetně nejlepšího nováčka.
Kolem roku 2002 začal účinkovat i pro jiné značky a z této tvorby uvedl J. C. Adams výběr:
- 2002: Bedtime Stories (Studio 2000)
- 2002: Working Stiff (Studio 2000)
- 2003: Daddy's Angels (Pacific Sun)
- 2003: Handsome Devils (Pacific Sun)
- 2003: Soccer Schooters (All Worlds)
- 2003: The Bachelor (All Worlds)
- 2003: The Haunted House on Sex Hill (Arena Entertainment)
- 2003–2004: Fire Island Cruising 5–6 (Lucas Entertainment)
- 2004: Porn Struck VIII (All Worlds)
- 2005: Wet Palms, epizody 4–6 (Jet Set)

V roce 2004 vyšlo výběrové DVD studia All Worlds s názvem The Best of Cameron Fox. Ještě v lednu 2005 ho J. C. Adams zařadil do svého seznamu potenciálních nominantů na herce roku 2004. Mezi lety 2005 a 2006 však Fox odešel do pornografického důchodu. Koncem roku 2007 Adams ohlašoval jeho možný návrat, ten se však nekonal. Fox se nadále věnoval především eskortu. V roce 2008 vydalo studio Falcon v rámci své série antologií kolekci scén z dříve vydaných filmů na souborném DVD The Best of Cameron Fox.

## Ocenění
- 2001 Grabby Awards: Nejlepší skupinový sex / Best group sex scene v Out of Athens Part 1 (Falcon Studios, r. John Rutherford) spolu se Sethem Adkinsem, Hansem Ebsonem, Jeremym Jordanem, Billym Kincaidem, Tristanem Parisem, Emiliem Santosem, Jeremym Tuckerem a Nickem Youngem[20]
- 2001 GayVN Awards: Nejlepší skupinový sex / Best group sex scene v Out of Athens Part 1 (Falcon Studios)[21][22]
- 2005 Hard Choice Awards: Nejlepší herec / Best Actor (čestné uznání) za Jeff Stryker's Tall Tails (Stryker Productions)[23]